# Thallumetus dulcineus
Thallumetus dulcineus là một loài nhện trong họ Dictynidae.
Loài này thuộc chi Thallumetus. Thallumetus dulcineus được Willis J. Gertsch miêu tả năm 1946.